# Extensie (anatomie)
Extensie is de strekking van gewrichten. Het tegenovergestelde is flexie (buiging). Flexie en extensie vinden plaats in het ellebooggewricht en het kniegewricht als vanuit de neutrale uitgangshouding – de anatomische houding – de arm of knie wordt gebogen. Flexie en extensie worden ook gebruikt in het heupgewricht als synoniemen van anteflexie en retroflexie, in het enkelgewricht als synoniemen van dorsaalflexie en plantairflexie en het buigen en strekken van de wervelkolom.
Als een beweging verder gaat dan de normale bewegingsomvang, dan is er sprake van hyperextensie. De term kan ook worden gebruikt voor een stand die groter is dan de normale voorwaartse bocht. Hyperextensie kan uitlopen van licht tot extreem, zoals bij achterwaarts strekken van de wervelkolom.